# قشلاق بادارعيس خان (مقاطعة بيله سوار)
قشلاق بادارعيس خان (بالفارسية: قشلاق پادارعیس خان) هي منطقة سكنية تقع في إيران في أردبيل. يقدر عدد سكانها بـ 16 نسمة .